# 山本佑機
山本 佑機（やまもと ゆうき、1984年12月14日 - ）は、日本のキックボクサー。東京都福生市出身。第15代マーシャルアーツ日本キックボクシング連盟ライト級、初代WBCムエタイ日本スーパーライト級、第2代WMAF世界スーパーライト級王者。
マーシャルアーツ日本キックボクシング連盟スーパーライト級王者の壮泰（そうた）は双子の実兄。

## 来歴
1984年12月14日に東京都福生市で双子の兄弟の弟として生まれた。都立福生高校卒業。

### 日本王座獲得
2009年10月18日に行われた「BREAK THOROUGH-13 〜突破口〜」のWBCムエタイルール日本統一王座決定戦スーパーライト級決勝戦に出場。NJKFの獅センチャイジムからパンチで3度ダウンを奪い、初代王者になった。

### 世界王座獲得
2010年7月18日に行われた「BREAK-4 〜KICK GUTS 2010 梶原一騎24回忌追悼記念・第13回梶原一騎杯〜」のWMAF世界スーパーライト級王者決定戦に参戦。キン・サンイル（韓国）を3Rに右ローキックで3度ダウンを奪い第2代王者になった。同王座は、2007年8月7日に佑機の兄である壮泰がタップルワン・ポー.チョーローソンとの王者決定戦で敗れたものであり、タップルワンが返上したものだった。
2010年9月26日、WBCムエタイルール日本統一スーパーライト級タイトルマッチで高橋誠治と対戦し、後ろ蹴りでKO負けを喫し王座初防衛に失敗した。

## 戦績
| キックボクシング 戦績 | キックボクシング 戦績 | キックボクシング 戦績 | キックボクシング 戦績 | キックボクシング 戦績 | キックボクシング 戦績 | キックボクシング 戦績 |
| --------------------- | --------------------- | --------------------- | --------------------- | --------------------- | --------------------- | --------------------- |
| 33 試合               | (T)KO                 | 判定                  | その他                | 引き分け              | 無効試合              |                       |
| 18 勝                 | 9                     |                       |                       | 2                     | 0                     |                       |
| 13 敗                 |                       |                       |                       | 2                     | 0                     |                       |

| 勝敗 | 対戦相手                     | 試合結果                                         | 大会名 | 開催年月日     |
| ×    | 山崎秀晃                     | 1R 1:11 KO                                       | Krush初代王座決定トーナメント ～Triple Final Round～ | 2011年4月30日  |
| ×    | 白濱卓哉                     | 延長R終了 判定0-3                                | Krush初代王座決定トーナメント 〜Round.2〜 【Krush -63kg 初代王座決定トーナメント 1回戦】                                                                                                  | 2011年1月9日   |
| ×    | 高橋誠治                     | 4R 0:54 KO（後ろ蹴り）                           | The Path to the World Champion WBCムエタイ世界王者への道 【WBCムエタイルール日本統一スーパーライト級タイトルマッチ】                                                                      | 2010年9月26日  |
| ○    | キン・サンイル               | 3R 2:28 TKO（3ノックダウン：右ローキック）       | MA日本キックボクシング連盟 「BREAK-4 KICK GUTS 2010 梶原一騎24回忌追悼記念・第13回梶原一騎杯」 【WMAF世界スーパーライト級王座決定戦】                                                     | 2010年7月18日  |
| ×    | 菅原勇介                     | 5R終了 判定0-3                                   | MA日本キックボクシング連盟 「士道館新春正月興行 BREAK-1」 | 2010年1月31日  |
| ×    | デンヤソー・シットサイトーン | 4R 0:43 TKO（レフェリーストップ：左瞼カット）    | MA日本キックボクシング連盟 「BREAK THROUGH-14 〜突破口〜」 | 2009年12月4日  |
| ○    | 獅センチャイジム             | 1R 2:43 KO（3ノックダウン：パンチ連打）          | MA日本キックボクシング連盟 「BREAK THROUGH-13 〜突破口〜」 【WBCムエタイルール統一スーパーライト級王座決定戦】                                                                            | 2009年10月18日 |
| ○    | HANAWA                       | 2R 1:35 KO（3ノックダウン：右ストレート）        | MA日本キックボクシング連盟 「BREAK THROUGH-12 〜突破口〜 KICK GUTS 2009 〜梶原一騎23回忌追悼記念・第12回梶原一騎杯」 【WBCムエタイルール統一スーパーライト級王座決定トーナメント 準決勝】 | 2009年8月2日   |
| ○    | 吉本光志                     | 延長R 0:43 TKO（ドクターストップ：左目尻カット） | MA日本キックボクシング連盟 「BREAK THROUGH-11 〜突破口〜」 | 2009年6月14日  |
| ○    | 加藤渉                       | 3R終了 判定3-0                                   | MA日本キックボクシング連盟 「2009士道館新春興行 BREAK THROUGH-9 〜突破口〜 添野道場40周年記念大会」                                                                                       | 2009年2月15日  |
| ×    | カカロット                   | 3R 0:00 TKO（タオル投入：骨折）                  | MA日本キックボクシング連盟 「BREAK THROUGH-4 〜突破口〜 KICK GUTS 2008 〜梶原一騎22回忌追悼記念・第11回梶原一騎杯」                                                                       | 2008年6月15日  |
| ×    | 河野雄大                     | 5R終了 判定0-2                                   | MA日本キックボクシング連盟 「BREAK THROUGH-2 〜突破口〜」 【MA日本ライト級タイトルマッチ】                                                                                                | 2008年3月14日  |
| △    | 河野雄大                     | 5R終了 判定1-1                                   | MA日本キックボクシング連盟 「BREAKDOWN-8 〜打破〜 MA.KICK祭り CHAMPION CARNIVAL」 【MA日本ライト級タイトルマッチ】                                                                        | 2007年12月2日  |
| ×    | シラー・トーバンセン         | 3R終了 判定0-2                                   | MA日本キックボクシング連盟 「BREAKDOWN-7 〜打破〜」 | 2007年10月21日 |
| ○    | ナックル・ユウジ             | 2R 2:21 KO（3ノックダウン：右ローキック）        | MA日本キックボクシング連盟 「KICK GUTS 2007 梶原一騎21回忌追悼記念・第10回梶原一騎杯」 【MA日本ライト級暫定王者決定戦】                                                                   | 2007年8月12日  |
| ×    | 水谷秀樹                     | 3R終了 判定0-2                                   | MA日本キックボクシング連盟 「BREAKDOWN-5 〜打破〜 新東金ジム29周年記念 戦場の狼3」 | 2007年6月10日  |
| ○    | ガンバ黒田                   | 3R終了 判定3-0                                   | MA日本キックボクシング連盟 「BREAKDOWN-3 〜打破〜」 | 2007年4月6日   |
| ×    | 小宮由紀博                   | 3R終了 判定0-3                                   | MA日本キックボクシング連盟「士道館新春正月興行 BREAKDOWN-1」 【LIGHTNING TOURNAMENT '07 決勝】                                                                                            | 2007年1月12日  |
| ○    | 西山誠人                     | 3R終了 判定3-0                                   | MA日本キックボクシング連盟「士道館新春正月興行 BREAKDOWN-1」 【LIGHTNING TOURNAMENT '07 準決勝】                                                                                          | 2007年1月12日  |
| ×    | 木村允                       | 3R 0:23 TKO（カット）                            | MA日本キックボクシング連盟「SURPRISING-8 MA連盟祭 〜オールタイトルマッチ〜」 【MA日本ライト級タイトルマッチ】                                                                             | 2006年12月3日  |
| ○    | 渡辺大介                     | 2R 0:57 KO（右ローキック）                       | MA日本キックボクシング連盟「SURPRISING 6th 新東金ジム28周年記念 〜戦場の狼2〜」 【MAライト級王座挑戦者決定戦】                                                                            | 2006年8月6日   |
| ○    | 黒田アキヒロ                 | 3R終了 判定2-0                                   | MA日本キックボクシング連盟「SURPRISING-2nd」 | 2006年3月5日   |
| ×    | マキ・ランサヤーム           | 3R終了 判定0-2                                   | MA日本キックボクシング連盟 「DETERMINATION（決心）9th 〜CHAMPION CARNIVAL MA日本6階級タイトルマッチ〜」                                                                                   | 2005年11月6日  |
| ×    | 小宮由紀博                   | 3R+延長R終了 判定0-3                             | J-NETWORK「J-FIGHT 6」 | 2005年8月21日  |
| ○    | 高島義幸                     | 3R+延長R終了 判定3-0                             | MA日本キックボクシング連盟 「東金ジム27周年記念大会 DETERMINATION（決心）5th 〜戦場の狼〜」                                                                                               | 2005年6月24日  |
| ×    | 泉雄策                       | 3R終了 判定0-2                                   | MA日本キックボクシング連盟「DETERMINATION（決心）2nd 〜激突☆王者VS王者〜」 | 2005年3月13日  |
| ○    | サバーイ宏二                 | 2R 1:26 KO（右フック）                           | J-NETWORK「KICK SQUAD 6」 | 2004年12月5日  |
| ○    | 才藤修                       | 2R 1:08 KO                                       | MA日本キックボクシング連盟「SUPREME-6 〜挑戦者決定戦・猛暑御見舞〜」 【ヤングファイト】                                                                                                   | 2004年8月29日  |

## 獲得タイトル
- プロ
  - マーシャルアーツ日本キックボクシング連盟ライト級暫定王座
  - 第15代マーシャルアーツ日本キックボクシング連盟ライト級王座
  - 初代WBCムエタイ日本スーパーライト級王座
  - 第2代WMAF世界スーパーライト級王座

## 受賞歴
- 2006年度 話題賞（MA日本キックボクシング連盟）[4]
- 2007年度 敢闘賞（MA日本キックボクシング連盟）[5]